# Ordre de bataille lors de la bataille de Wissembourg (1870)
Ce qui suit est l'ordre de bataille des forces militaires en présence lors de la Bataille de Wissembourg (1870), qui eut lieu le 4 août 1870 au début de la Guerre franco-prussienne. 

## Empire français
- 2e division, sous les ordres du général Abel Douay. La division est incomplète, certains éléments occupant des positions plus en arrière.
  - 1re brigade sous les ordres du général Pelletier de Montmarie
    - 50e régiment d'infanterie de ligne, 2 bataillons
    - 74e régiment d'infanterie de ligne, 3 bataillons

  - 2e brigade sous les ordres du général Jean Pellé
    - 1er régiment de tirailleurs algériens également appelés Turcos, 3 bataillons

  - 1 batterie de 6 mitrailleuses du 9e régiment d'artillerie
  - 2 batteries de canon de campagne de 4 dit « Pièce de 4 »[1] 9e régiment d'artillerie
  - Un détachement de cavalerie provenant de la division de cavalerie du Xavier Duhesme[2] du Ier corps.
    - 3e régiment de hussards
    - 11e régiment de chasseurs à cheval

Les effectifs participant à la bataille sont de
- 291 officiers
- 6 204 sous-officiers et soldats, sans l'artillerie
- 1 296 chevaux
- 12 canons et 6 mitrailleuses

- Éléments de la 2e division ne participant pas à la bataille
  - 1re brigade
    - 16e bataillon de chasseurs à pied en position à Seltz
    - 50e régiment d'infanterie de ligne, le 2e bataillon, avec le chef de corps, en position à Seltz

  - 2e brigade
    - 78e régiment d'infanterie de ligne sous les ordres du colonel Carey de Bellemare en route pour Climbach pour relever le 96e

## Empire allemand

### Royaume de Bavière
L’armée bavaroise est l’armée du royaume de Bavière indépendante. Elle garde des noms d’unité propres jusqu’à la Première Guerre mondiale.
- 4e division d'infanterie sous les ordres du lieutenant général Friedrich von Bothmer (de)
  - 7e brigade d'infanterie royale bavaroise
    - 5e régiment d'infanterie royal bavarois (de)
    - 9e régiment d'infanterie royal bavarois (de)
    - 6e bataillon de chasseurs à pied royal bavarois (de)

  - 8e brigade d'infanterie royale bavaroise
    - 1er régiment d’infanterie bavarois (de) (1 bataillon)
    - 5e régiment d'infanterie royal bavarois (de) (1 bataillon)
    - 7e régiment d'infanterie royal bavarois (de) (1 bataillon)
    - 14e régiment d'infanterie royal bavarois (de) (1 bataillon)
    - 5e bataillon de chasseurs à pied royal bavarois (de)

  - 10e bataillon de chasseurs à pied royal bavarois (de)
  - 2e régiment de chevau-légers royal bavarois (de)
  - 4 batteries de canons de campagne de 4 dotée du système "Zoller"[3] du regiment d'artillerie no 4

### Royaume de Prusse

#### VeCorps
5e corps d'armée sous les ordres du lieutenant général Hugo von Kirchbach de la IIIe Armée du Kronprinz Frédéric III d'Allemagne
- 9e division d'infanterie
  - 17e brigade
    - 58e régiment d'infanterie (pl)
    - 59e régiment d'infanterie

  - 18e brigade
    - 7e régiment de grenadiers
    - 47e régiment d'infanterie

  - 5e bataillon de chasseurs à pied (de)
  - 4e régiment de dragons (pl)
  - 1re Batterie à pied du régiment d'artillerie no 5
  - 1er Bataillon du génie du régiment d'artillerie no 5

- 10e division d'infanterie
  - 19e brigade
    - 6e régiment de grenadiers
    - 46e régiment d'infanterie

  - 20e brigade
    - 37e régiment de fusiliers
    - 50e régiment d'infanterie

  - 14e régiment de dragons
  - 3e Batterie à pied du régiment d'artillerie no 5
  - 2e Bataillon du génie du régiment d'artillerie no 5
  - 3e Bataillon du génie du régiment d'artillerie no 5
  - Corps d'artillerie
    - 2e Batterie à cheval du régiment d'artillerie no 5
    - 3e Batterie à cheval du régiment d'artillerie no 5
    - 2e Batterie à pied du régiment d'artillerie no 5
    - Bataillon du train du régiment d'artillerie no 5

#### XIeCorps
11e corps d'armée sous les ordres du lieutenant général Julius von Bose de la IIIe Armée du Kronprinz Frédéric III d'Allemagne
- 21e division d'infanterie (Empire allemand)
  - 41e brigade
    - 80e régiment de fusiliers
    - 87e régiment d'infanterie (de)

  - 42e brigade
    - 82e régiment d'infanterie (de)
    - 88e régiment d'infanterie

  - Bataillon de Jägers no 11 (Chasseur à pied)
  - 14e régiment de hussards
  - 1re Batterie à pied du régiment d'artillerie no 11
  - 1er Bataillon du génie du régiment d'artillerie no 11
- 22e division d'infanterie (Empire allemand)
  - 43e brigade
    - 32e régiment d'infanterie
    - 95e régiment d'infanterie (de)

  - 44e brigade
    - 83e régiment d'infanterie
    - 94e régiment d'infanterie

  - 13e régiment de hussards
  - 2e Batterie à pied du régiment d'artillerie no 11
  - 3e Batterie à pied du régiment d'artillerie no 11
  - 2e Bataillon du génie du régiment d'artillerie no 11
  - 3e Bataillon du génie du régiment d'artillerie no 11
  - Corps d'artillerie
    - 1re Batterie à cheval du régiment d'artillerie no 11
    - 3e Batterie à cheval du régiment d'artillerie no 11
    - 2e Batterie à pied du régiment d'artillerie no 11
    - Bataillon du train du régiment d'artillerie no 11